# Liste der Baudenkmäler in Namborn
In der Liste der Baudenkmäler in Namborn sind alle Baudenkmäler der saarländischen Gemeinde Namborn und ihrer Ortsteile aufgelistet. Grundlage ist die Veröffentlichung der Landesdenkmalliste im Amtsblatt des Saarlandes vom 22. Dezember 2004 und die aktuelle Teildenkmalliste des Landkreises St. Wendel in der Fassung vom 9. August 2017.

## Baltersweiler
| Lage             | Bezeichnung                                          | Beschreibung | Bild |
| ---------------- | ---------------------------------------------------- | --- | ---- |
| Kirchstraße Lage | Kath. Kirche St. Willibrord, 1947–50 (Einzeldenkmal) | Die Willibrordkirche wurde in den Jahren 1947 bis 1950 nach Entwürfen des Architekten Stockhausen errichtet. Die Saalkirche besitzt einen Turm über quadratischem Grundriss, der über einen niedrigen Verbindungsbau mit dem Langhaus verbunden ist. Der hohe Turm mit Eckquaderung wird von einem Zeltdach abgeschlossen. Auf dem Satteldach des Langhauses sitzt ein kleiner Dachreiter. Das Portal sitzt auf der Giebelseite mit einer großen Fensterrose. Es wird von drei hohen Rundbögen bestimmt, die im Langhaus eine offene Halle bilden. Diese wurde im Erdgeschoss geschlossen. Der eingezogene Rechteckchor mit geradem Schluss wird von einem hohen Buntglasfenster mit Rundbogen belichtet. Auf der Nordseite sitzt ein niedriges Seitenschiff. |      |

## Eisweiler
| Lage                       | Bezeichnung                  | Beschreibung | Bild |
| -------------------------- | ---------------------------- | --- | ---- |
| Allerberg Lage             | Allerburg, Burgruine         | Die Burg war im Westen ursprünglich von zwei Gräben umgeben, im Osten lag ein steil abfallender Hang zum Eilersbach. Die kleine Anlage wurde um einen Innenhof mit rundem Bergfried errichtet. |      |
| Liebenburgerstraße 20 Lage | Bauernhaus, Umfassungsmauern | |      |
| Schlossberg Lage           | Liebenburg, Burgruine        | Die Burg wurde um 1200 von dem Bischof von Verdun errichtet. 1394 befand sie sich im Besitz des Kurfürsten von Trier. 1430 und im Dreißigjährigen Krieg wurde die annähernd ovale Burganlage zerstört, aber immer wieder aufgebaut. Endgültig zur Ruine wurde das Gemäuer im Holländischen Krieg 1677. In den Jahren 1972 bis 1975 fanden intensive Grabungs- und Konservierungsarbeiten statt. Erhalten sind Reste der Umfassungsmauern, die die Umrisse der Burg erkennen lassen. Auf den Resten eines runden Bergfrieds wurde ein kleiner Aussichtsturm errichtet. |      |

## Furschweiler
| Lage                  | Bezeichnung                                    | Beschreibung | Bild |
| --------------------- | ---------------------------------------------- | --- | ---- |
| Freisener Straße Lage | Kath. Kirche St. Anna, 1827–28 (Einzeldenkmal) | Das Kirchengebäude wurde 1827/28 nach Plänen des Coburger Architekten Streib errichtet. Dem klassizistischen Saalbau wurde ein Turm mit Spitzhelm und Portal vorangelagert. Das fünfachsige Langhausschließt mit einem fünfseitigen Polygonalchor. Der Bau wird außen von Sandsteinpilastern gegliedert.                                                        |      |
| Lage                  | Reitscheider Kreuz, Flurkreuz                  | Das Kruzifix aus Sandstein besitzt auffällige Balkenenden in der Form von Schwalbenschwänzen. Es steht auf einem dreistufigen Sockel mit kleiner Platte. Der würfelförmige Fuß des Kreuzes trägt die Inschrift: „Siehe das Lamm Gottes, das hinwegnimt die Sünde der Welt.“ Es wurde zum Dank für das Ende einer Viehseuche von den Bauern des Ortes errichtet. |      |

## Gehweiler
| Lage             | Bezeichnung | Beschreibung                                             | Bild |
| ---------------- | ----------- | -------------------------------------------------------- | ---- |
| Leidenbergstraße | Glocke      | Die Glocke wurde um 1500 von Nikolaus von Enen gegossen. |      |

## Namborn
| Lage                 | Bezeichnung                    | Beschreibung | Bild |
| -------------------- | ------------------------------ | --- | ---- |
| Pfarrhausstraße Lage | Kath. Kirche Mariä Himmelfahrt | Die Kirche wurde 1874 nach Entwürfen des Architekten Spalding errichtet. Dem Langhaus vorangestellt ist ein Westturm mit Spitzhelm. Im Osten schließt sich an den Rechtecksaal mit offenem Dachstuhl ein fünfseitiger polygonaler Chor an. Die vier Fensterachsen sind mit Rundbogenfenstern ausgeführt. |      |